# Atherigona villiersi
Atherigona villiersi är en tvåvingeart som beskrevs av Deeming 1981. Atherigona villiersi ingår i släktet Atherigona och familjen husflugor.
Artens utbredningsområde är Kongo. Inga underarter finns listade i Catalogue of Life.